# تویوتا کرستا
تویوتا کرستا (Toyota Cresta) خودرویی است که در سال‌های ۱۹۸۰ تا ۱۹۸۴تولید شده‌است.
طراحی آن موتور جلو، توزیع نیروی پیشران بوده طول آن در حالت طبیعی ۴٬۶۴۰ میلیمتر (۱۸۳ اینچ)، عرض آن در حالت طبیعی ۱٬۶۹۰ میلیمتر (۶۷ اینچ) و ارتفاع آن در حالت طبیعی ۱٬۴۲۵ میلیمتر (۵۶٫۱ اینچ) و وزن آن در حالت طبیعی ۱٬۲۲۵ کیلوگرم (۲٬۷۰۱ پوند) است. سیستم جعبه‌دندهٔ آن ۴ دنده به صورت خودکار است.